# Rue Segovia
La rue de Ségovie est une voie urbaine du centre historique de Madrid (Espagne), dans le quartier de Palacio, qui court en ligne ligne droite et direction est-ouest de la place de Puerta Cerrada au pont de Ségovie. Elle a été l'une des principales voies d'accès à la Ville, et de ce fait conserve sur son parcours des bâtiments et des environnements qui relatent divers chapitres de l'histoire de la capitale d'Espagne et de ses habitants.

## Toponymie et histoire
La rue est établie sur un ravin prononcé, par lequel passait le lit du ruisseau de San Pedro (aussi nommé ruisseau de la Source de San Pedro ou ruisseau « Matrice » ou ruisseau “du Pozacho”). Ce ravin constituait, au Moyen Âge, l'une des voies d'entrée les plus importantes à la ville, puisqu'il reliait le centre urbain à l'ancien chemin de Ségovie, qui commençait une fois passée la rivière Manzanares.
Avec l'établissement de la Cour à Madrid en 1561, le roi Felipe II a stimulé l'ordre urbanistique de la zone, pour faciliter l'accès à la ville et, plus concrètement, au Real Alcazar, la résidence royale, aujourd'hui disparue.
Le projet contemplait la construction d'un pont sur la rivière et d'une grande avenue qui, partant de ce point, arriverait jusqu'au centre urbain, à la hauteur de la Puerta Cerrada, l'une des entrées de l'ancienne muraille médiévale.
De ce projet, seul fut réalisé le pont de Ségovie (1582-1584), une structure de neuf ouvertures, attribuée à l'architecte Juan de Herrera, qui a remplacé le vieux pont Segoviana, construit dans la première moitié du xive siècle par ordre d'Alfonso XI de Castille.
Quant à l'avenue, seule une part minime du projet a vu le jour. Quelques maisons furent démolies et on entreprit de niveler le terrain, ce qui permit l'apparition d'une voie d'accès à la ville, qui a reçu le nom de rue Royale Nouvelle. Avec le temps, ce nom fut remplacé par celui de rue de Ségovie, compte tenu du lien de la rue aussi bien avec le pont qu'avec le chemin homonymes. Dans le plan de Texeira de 1656 la rue apparaît légendée avec le nom de rue du Pont.
Dans la deuxième moitié du xixe siècle, l'Avant-projet de Ensanche de 1857 a favorisé le développement d'un nouveau hameau dans le tronçon final de la rue de Ségovie, le plus proche de la rivière et le plus éloigné du noyau médiéval primitif. Au numéro 4 de la rue fut installé le dispensaire Azúa pendant la dictature de Primo de Rivera en 1924. Ce quartier, peuplé actuellement de logements populaires, hébergeait à l'origine des établissements industriels et manufacturiers.

## Description

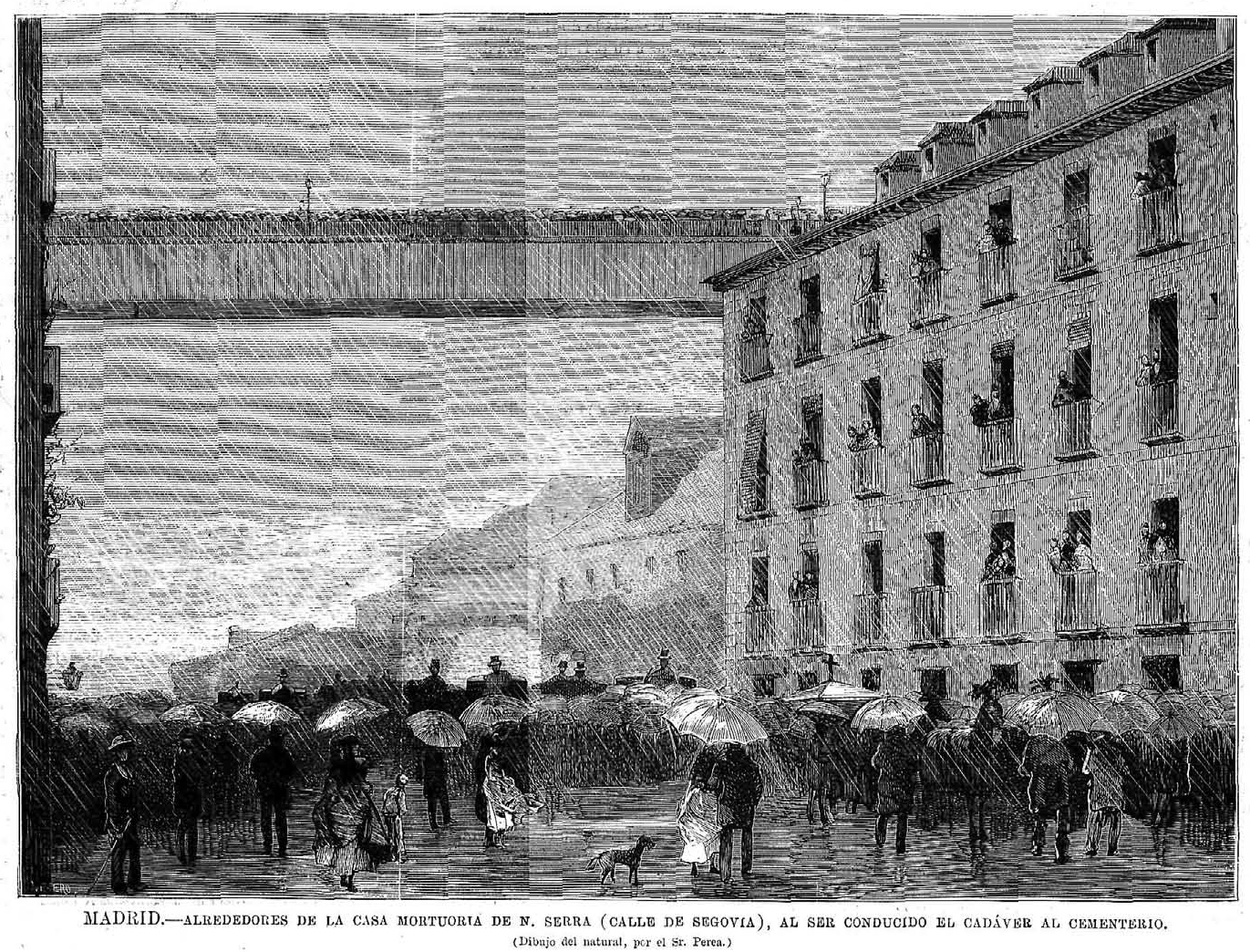
Rue de Ségovie en 1877, lors de l'enterrement de Narciso Serra. Au fond la structure originale du Viaduc primitif.

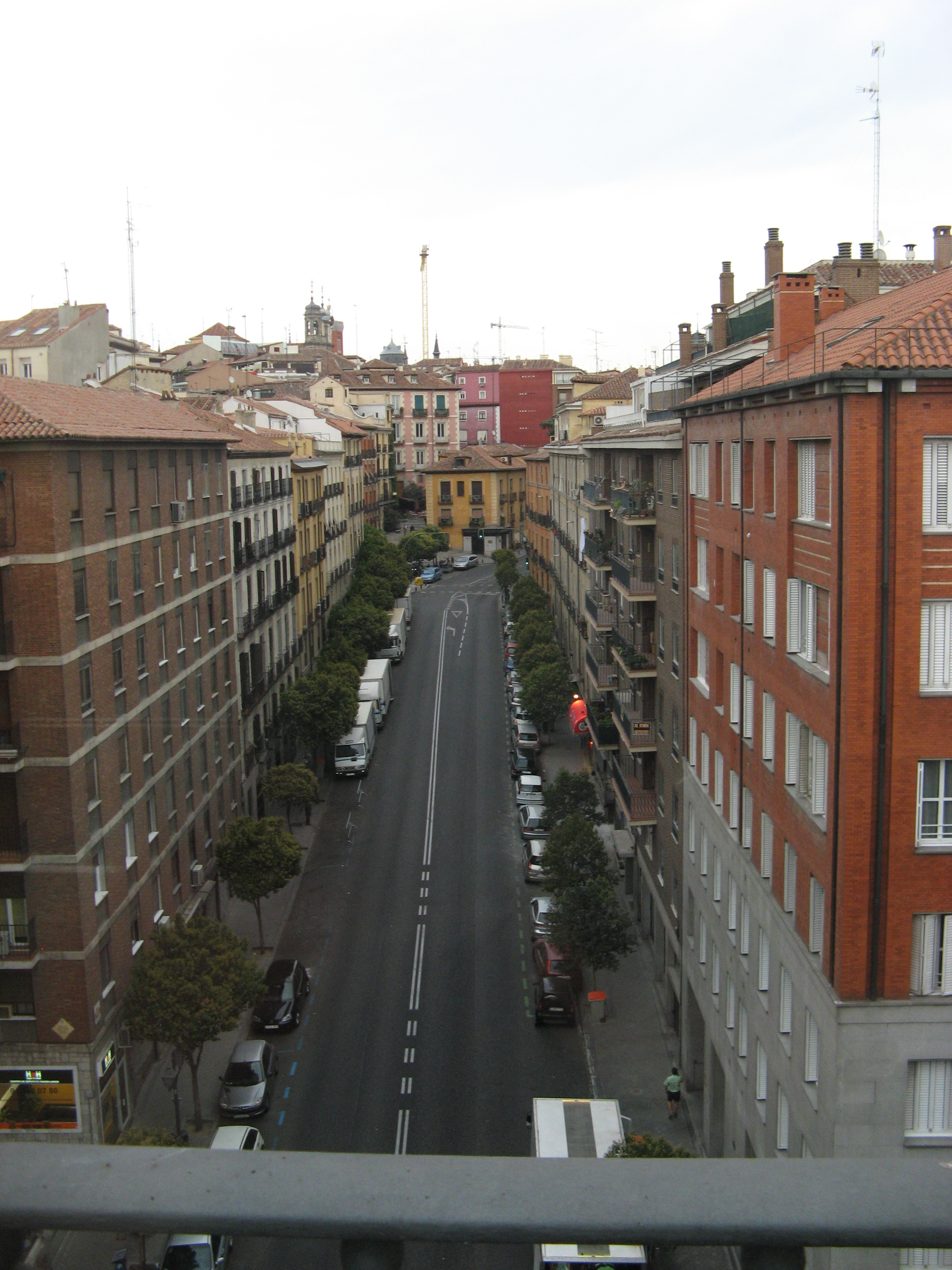
La rue depuis le Viaduc, en 2008.

On peut différencier dans le parcours de la rue deux tronçons déterminés par les zones urbaines qu'elle traverse. Le premier se rattache au centre médiéval primitif de Madrid et le second à l’ensanche (élargissement) entrepris au XIXe siècle.

### Premier tronçon
Ce tronçon va de la place de Puerta Cerrada à la Ronda de Ségovie, qui rejoint la rue de Ségovie perpendiculairement. Il traverse ce que l'on appelle le Madrid des Austrias, nom par lequel on désigne le noyau constitutif de la ville et l'expansion urbanistique enclenchée par la dynastie royale autrichienne.
Ce tronçon correspond à la partie la plus étroite de la voie, configurée dans cette zone par une chaussée à deux voies et à deux sens. A son point initial, proche de Puerta Cerrada, la rue forme une courbe puis continue en ligne droite, à partir de l'église de San Pedro el Viejo.
Dans cette partie, la rue est flanquée par des bâtiments érigés, pour la plupart, à la fin du XIXe siècle et au début du XXe siècle, ainsi que par différents monuments et des enceintes de caractère historique-artistique, datés d'époques antérieures. Voici une liste des ensembles les plus remarquables, énumérés suivant la direction est-ouest :
- Iglesia de San Pedro el Viejo. Ce temple catholique est l'un des plus anciens de Madrid. Sa tour mudéjar date du XIVe siècle ;
- Palais de Anglona. Il s'agit d'un palais bâti vers 1530, bien que son aspect actuel corresponde à une transformation réalisée en 1802. Il doit son nom à Pedro de Alcántara Téllez-Girón, prince de Anglona et marquis de Javalquinto, qui a habité le lieu au XIXe siècle ;
- Jardin du Prince de Anglona. Adjacent au Palais de Anglona, il est situé sur un terre-plein. Il constitue l'un des rares échantillons de jardins nobiliaires du XVIIIe siècle encore existants dans la capitale ;
- Plaza de la Paja. De tracé médiéval, cette place donne sur la rue de Ségovie à travers la Costanilla de San Andrés. Ses bâtiments les plus notables sont la Chapelle de l'Évêque et le Palais des Vargas, tous deux du XVIe siècle ;
- Place de la Cruz Verde. Elle est formée d'un élargissement de la rue de Ségovie elle-même. Y trône la Fontaine de Diana cazadora, construite au XIXe siècle, mais dont l'ensemble sculptural fut réalisé au XVIIe siècle par les sculpteurs Ludovico Turqui et Francisco del Valle ;
- Casa del Pastor. Le bâtiment actuel date de 1990 et il est l'œuvre de Francisco de Asis Cabrero et Carlos Riaño. On y voit un écu d'armes de Madrid, sculpté en pierre de granite au XVIe siècle, qui est réputé le plus ancien de la capitale[1];
- Viaduc de Ségovie. Il est composé de trois voûtes, de 35 m de travée. Sous l'arc central, qui surplombe un dénivelé de 23 m, passe la rue de Ségovie. Il fut érigé en 1934 pour prolonger la rue de Bailén, dans sa partie supérieure ;
- Jardins des Vistillas. Ensemble vert monumental qui s'étend sur les versants et la cime de ce qui fut la colline des vistillas de San Francisco, au pied de la place de Gabriel Miro, réalisé à partir d'un projet de 1932 de l'architecte Fernando García Mercadal et remodelé en 1945 par Manuel Herrero Palacios[2]. Les jardins occupent la partie la plus haute de la colline des Vistillas et se distribuent en deux plate-formes étagées avec des zones arborées et des taches de pelouse dans l'ensemble ancien des côtes de Javalquinto, Bailén, la Cuesta de los Ciegos avec son perron, et la sinueuse rue de Beatriz Galindo.

### Deuxième tronçon
Dans le deuxième tronçon, qui va de la Ronda de Ségovie jusqu'au pont homonyme, la rue s'élargit notablement. Dans cette partie, elle présente deux chaussées: une principale, formée de six voies (trois dans chaque sens), et une voie de service latérale, qui permet l'accès au quartier apparu dans la deuxième moitié du XIXe siècle.
Les bâtiments qui délimitent ce tronçon ont été bâtis, pour la plupart, au XXe siècle. Ils sont alignés côté sud, alors que, sur le côté septentrional, se trouve le Parque de Atenas, inauguré en 1971. Cet ensemble paysager s'élève sur l'ancien Campo de la Tela, un terrain où le roi Felipe II organisait des rencontres chevaleresques.

## Habitants illustres
À l'ancien numéro 3 de cette rue, au carrefour avec le Pretil de los Consejos, est né, au printemps de 1809, Larra. Celui qui serait un grand écrivain romantique a vécu ses premières années chez son grand-père paternel (Antonio Crispín de Larra y Morán de Navia) qui, en tant qu'administrateur de la Maison de la Monnaie, disposait d'un des logements pour les employés habilités sur l'ancien emplacement de cette institution.

## Galerie d'images

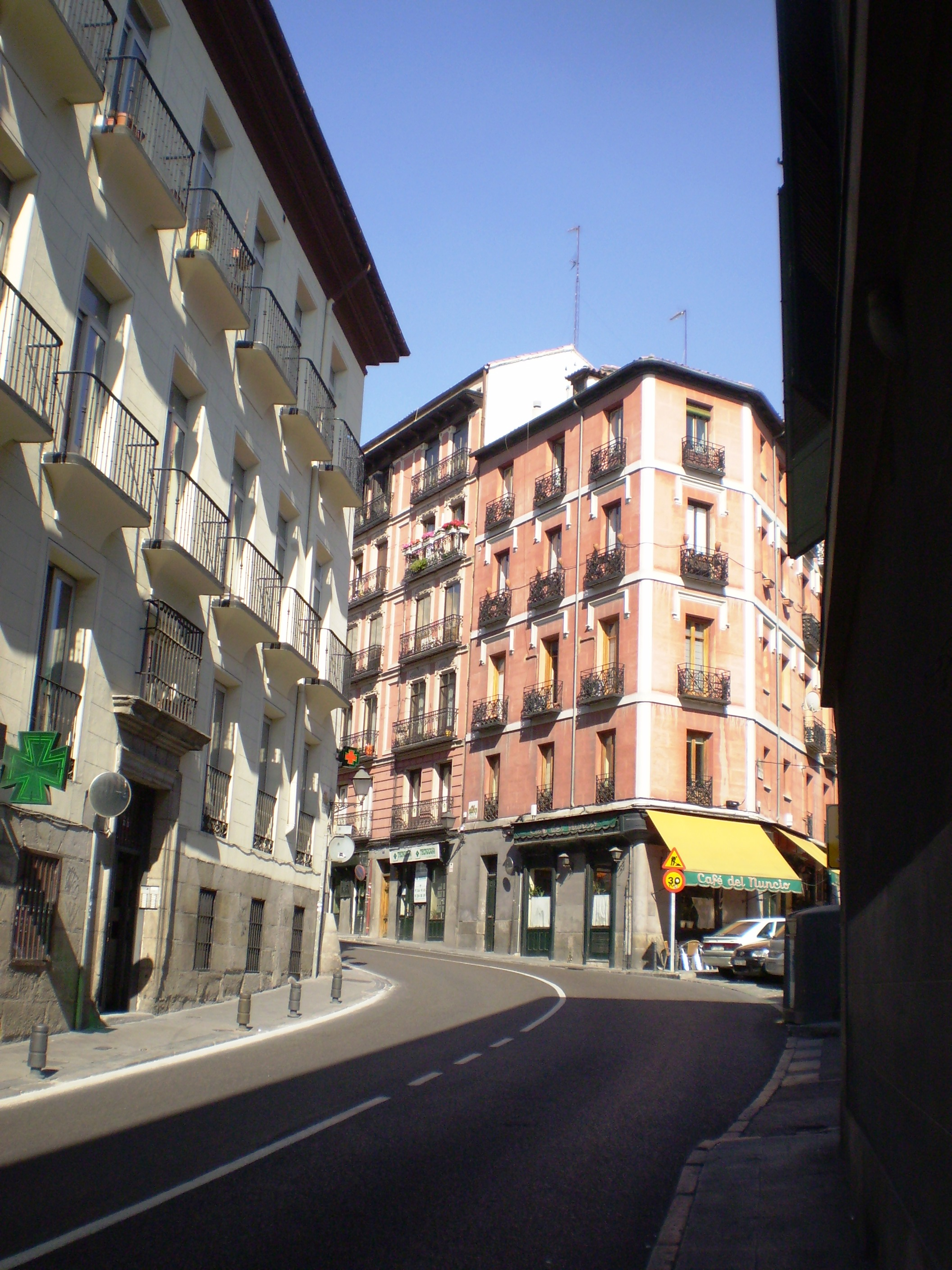
Vue partielle de la rue de Segovia, dans son tronçon initial, près du carrefour avec la travesía del Nuncio et la Costanilla de San Pedro.
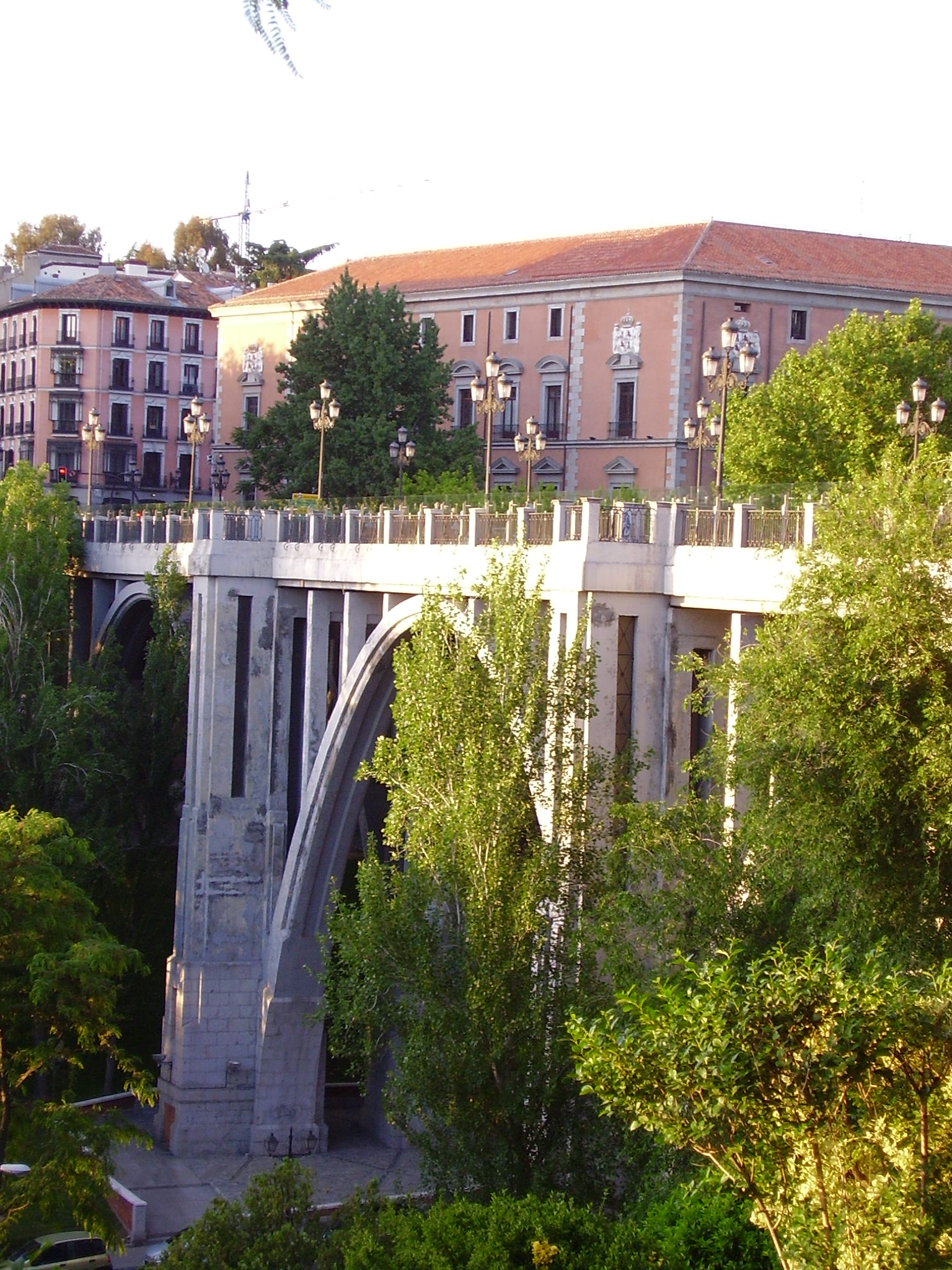
Viaduc de Segovia, sous lequel passe la rue homonyme.
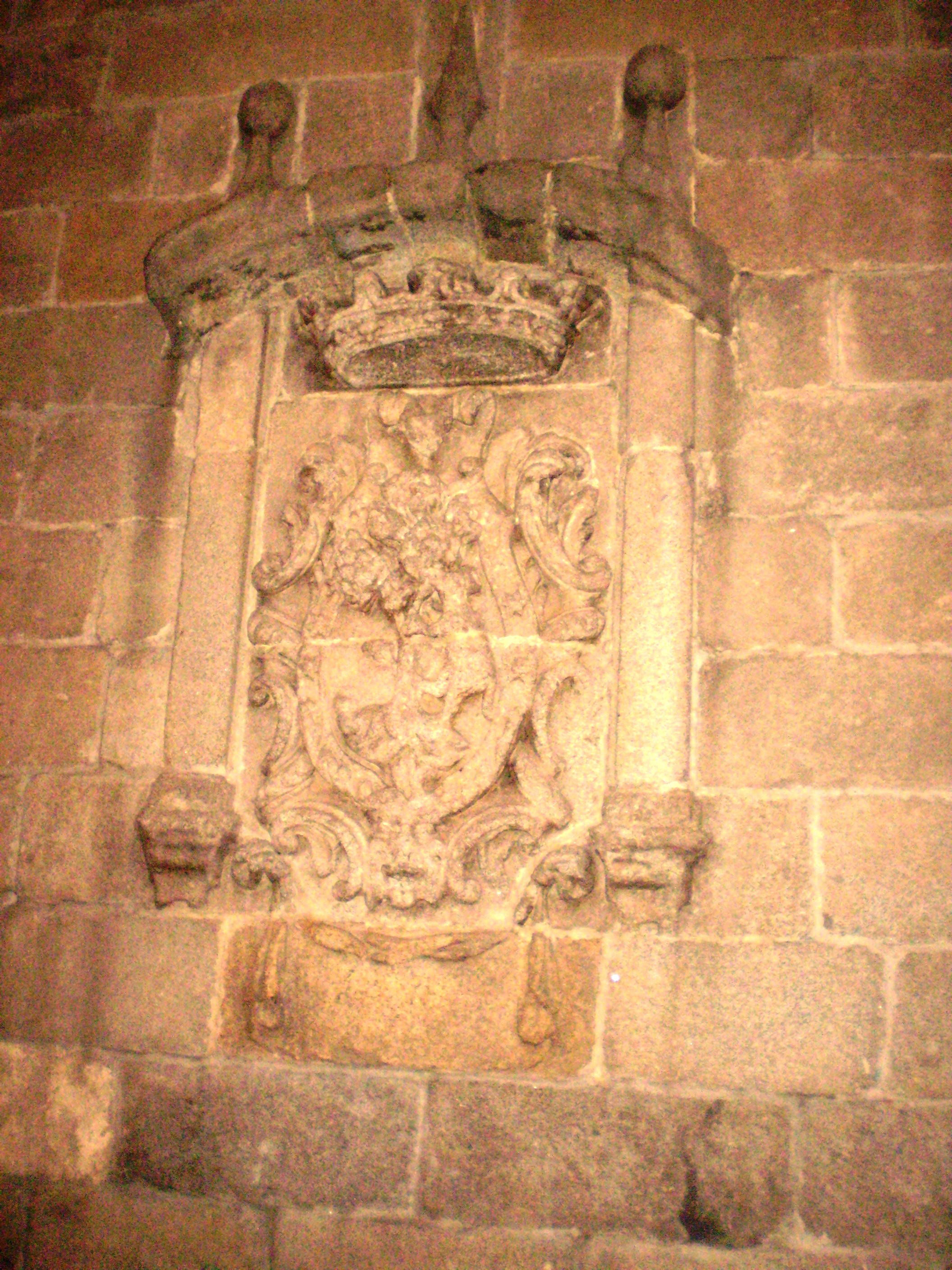
Casa del Pastor. L'écu de Madrid conservé sur ce bâtiment est considéré comme le plus ancien de la ville.
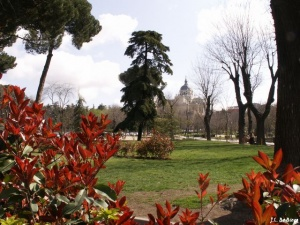
Vue du Parque de Atenas, qui configure le côté nord de la rue de Segovia, dans son tronçon final. Au fond, la Cathédrale de la Almudena.